# Cathédrale Saint-Maurice-et-Sainte-Catherine de Magdebourg
La cathédrale de Magdebourg (en allemand : Magdeburger Dom) ou cathédrale Saint-Maurice-et-Sainte-Catherine (Dom zu Magdeburg St. Mauritius und Katharina) est la première cathédrale gothique d'Allemagne, et aussi la plus vaste et la plus haute d'Allemagne centrale avec ses deux tours qui se dressent à 99,25 et 100,98 m. Magdebourg est la capitale du Land de Saxe-Anhalt et sa cathédrale, qui est le siège épiscopal de l'Église protestante depuis la Réforme, abrite les tombeaux de l'empereur Othon Ier (le Grand) et de sa première épouse Édith d'Angleterre. La cathédrale est dédiée à saint Maurice et sainte Catherine.

## Avant la construction de la cathédrale

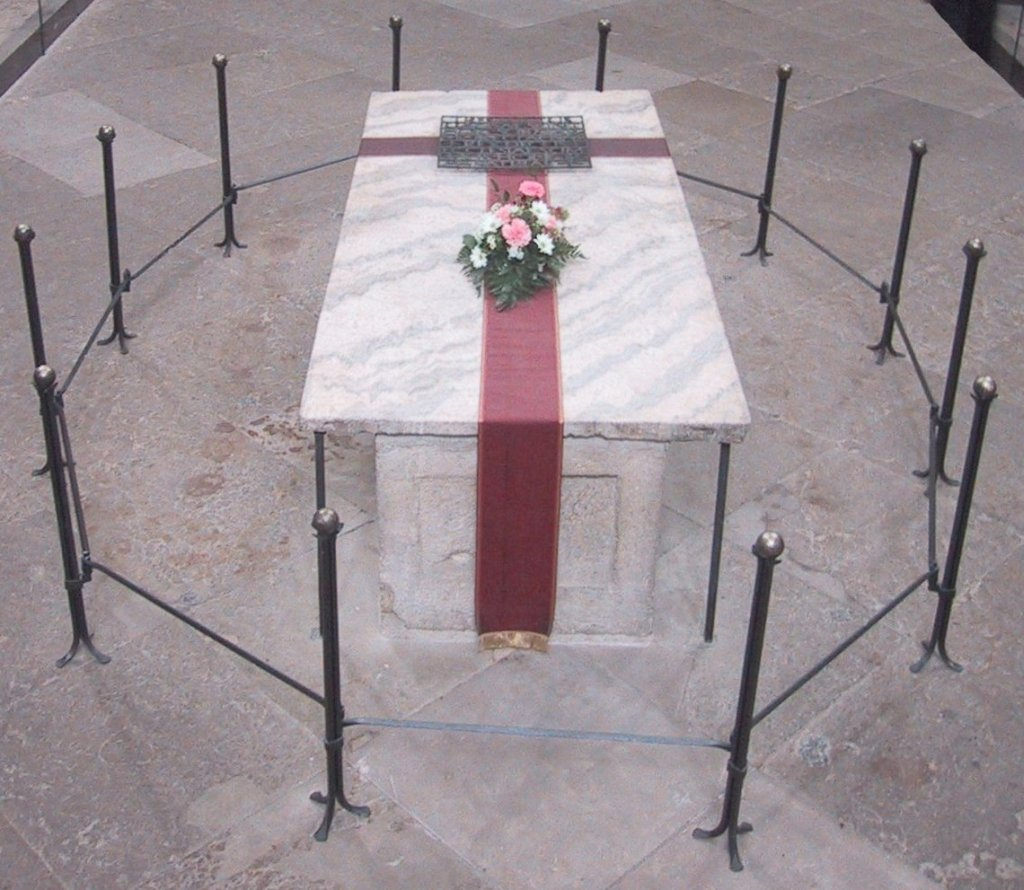
Tombeau d'Otton I^{er} (912-973), empereur germanique des romains.

La première église a été fondée le 21 septembre 937 à l'emplacement actuel de la cathédrale, dans une abbaye bénédictine (Mauritiuskloster), consacrée à saint Maurice et fondée par Otton Ier. Celui-ci, désirant montrer sa puissance politique, en commanda la construction avant même son couronnement comme empereur le 2 février 962. Pour faire valoir sa prétention à la succession comme empereur du Saint-empire romain germanique (qui se réclamait de l'empire romain antique), il s'appropria un grand nombre d'éléments architecturaux de l'Antiquité, par exemple des colonnes de porphyre, pour mettre en valeur cette église, dont certains furent plus tard remployés pour la construction de l'actuelle cathédrale. L'église avait très probablement une nef avec quatre bas-côtés, une largeur de 41 mètres et une longueur de 80 mètres. La hauteur est estimée à environ 60 mètres.
La première épouse d'Otton, la reine Édith, y fut enterrée après sa mort en 946. L'église fut agrandie dès 955 après la victoire éclatante d'Otton à la bataille de Lechfeld et lorsqu'elle obtint le statut de cathédrale. En effet, en 968, l'empereur Otton Ier choisit Magdebourg comme siège de l'archidiocèse avec Adalbert de Trèves comme archevêque, alors même que la ville était située non pas au centre, mais à la frontière orientale de son royaume. Il prit cette décision, car il ambitionnait de faire reculer ses frontières vers l'Est et d'y propager  le christianisme. Ce plan ne fut toutefois pas toujours couronné de succès. L'empereur Otton Ier mourut en 973 à Memleben et fut enterré dans la cathédrale à côté de son épouse.
La cathédrale Saint-Maurice fut détruite le Vendredi saint de 1207 au cours de l'incendie qui ravagea la ville. Tous les bâtiments épiscopaux sauf l'aile méridionale du cloître furent brûlés. L'archevêque Albert de Käfernburg décida d'abattre les murs restants et de construire une nouvelle cathédrale, malgré l'opposition d'une partie des habitants de Magdebourg. Seule la partie sud du cloître fut conservée. L'emplacement exact de la vieille église est demeuré pendant longtemps inconnu, mais les fondations ont été redécouvertes en mai 2003.
La vieille crypte a été excavée et peut être visitée par le public. Le parvis de la cathédrale (parfois appelée le « nouveau marché », Neuer Markt) était occupé par un palais impérial (Kaiserpfalz), qui a été détruit par l'incendie de 1207. Les pierres du palais en ruines ont servi à construire la cathédrale. Les restes présumés du palais ont été excavés dans les années 1960.

## Construction du bâtiment actuel

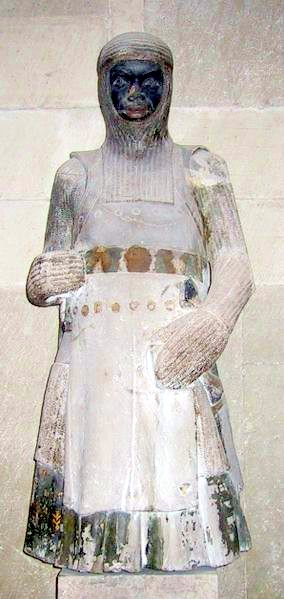
Statue de saint Maurice du XIIIe siècle dans le chœur.

L'archevêque Albert de Käfernburg décida de construire une cathédrale complètement nouvelle. Puisque Albert était très instruit pour son époque et avait étudié en France et en Italie, il connaissait la nouvelle architecture gothique qui s'était développée en France, mais restait inconnue en Allemagne. Il décida donc de construire la nouvelle cathédrale sur le modèle français moderne. Cependant les artisans ne connaissaient pas ce style, et ils apprirent lentement le style gothique. La construction du chœur commença en 1207, la même année que l'incendie qui détruisit l'église précédente, mais ce chœur est toujours construit dans le style roman, employant toujours le voûtement d'arêtes roman, combiné avec une clef de voûte gothique, inutile pour des voûtes d'arêtes romanes. L'influence gothique s'accrut spécialement entre 1235 et 1260 sous l'archevêque Wilbrand. Différentes personnes dirigèrent la construction qui dura 300 ans, un bon nombre de modifications ont été apportées au plan original, et les dimensions de la cathédrale considérablement augmentées. Les habitants de Magdebourg n'étaient pas toujours d'accord avec ces modifications, puisqu'ils devaient payer la construction. Dans certains cas des murs et des piliers déjà construits ont été abattus pour convenir aux souhaits de l'architecte du moment.
La construction fut arrêtée après 1274.
En 1325, l'archevêque Burchard III von Schraplau a été assassiné par les habitants de Magdebourg en raison du poids des impôts. D'après la tradition, c'est l'augmentation de l'impôt sur la bière qui causa plus particulièrement leur colère. Après cet événement, Magdebourg fut mise au ban, et c'est seulement après la donation de cinq autels, que la construction de la cathédrale reprit sous l'archevêque Othon de Hesse. Othon put également réaliser la construction intérieure. La cathédrale fut inaugurée en 1363 au cours de fêtes qui durèrent une semaine. La cathédrale fut consacrée non seulement à saint Maurice comme avant, mais également à sainte Catherine d'Alexandrie. En 1360, la construction fut encore arrêtée après que les parties inachevées eurent été couvertes provisoirement. C'est seulement en 1477 sous l'archevêque Ernest de Saxe, que la construction reprit à nouveau avec l'édification des deux tours. Celles-ci ont été construites par le maître d'œuvre Bastian Binder,  le seul architecte de la cathédrale dont le nom soit connu. La construction de la cathédrale s'est terminée en 1520 par le placement de la croix ornementale sur la tour nord.

### Luther, les Suédois et Napoléon

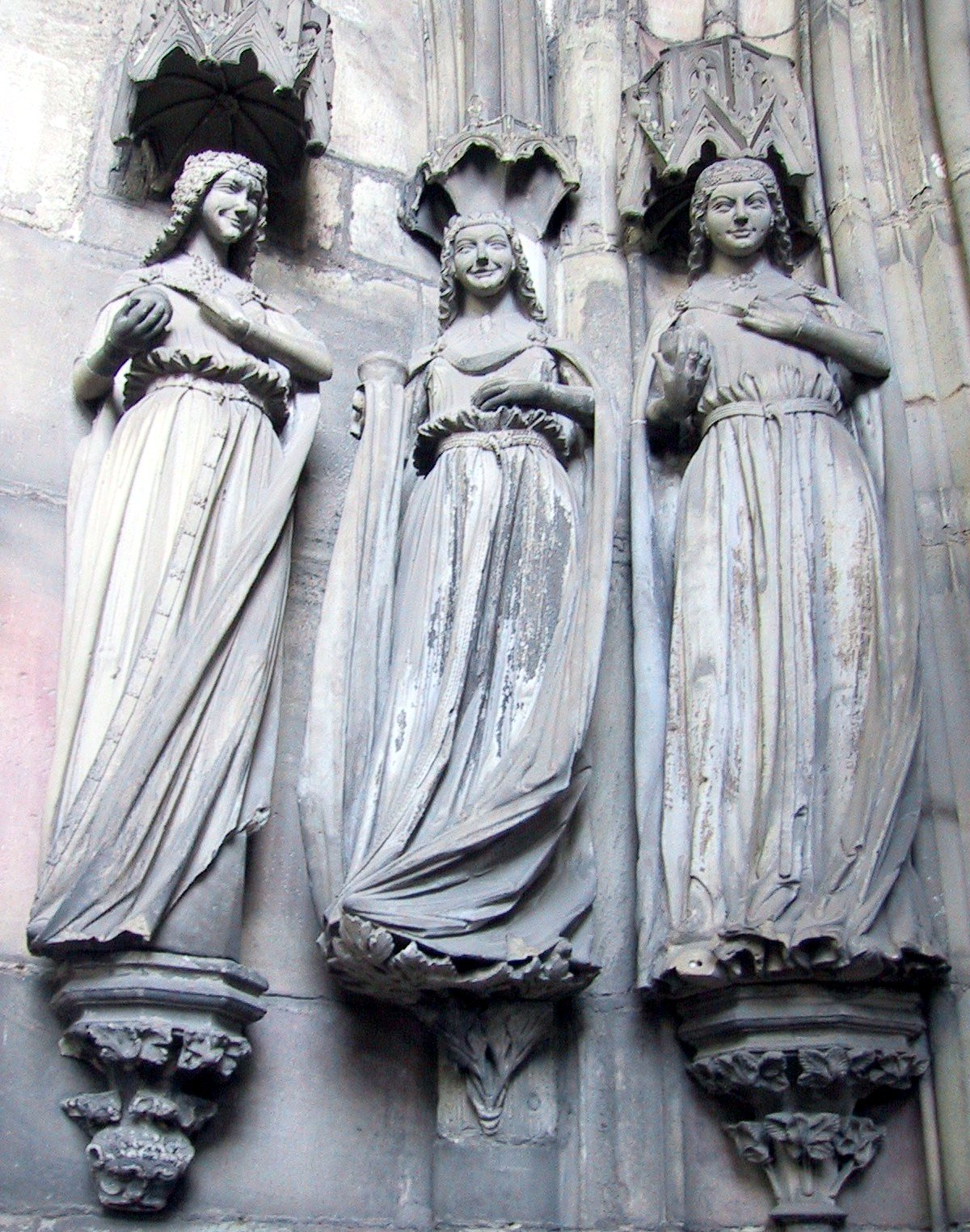
Trois des cinq vierges sages montrant leur joie.

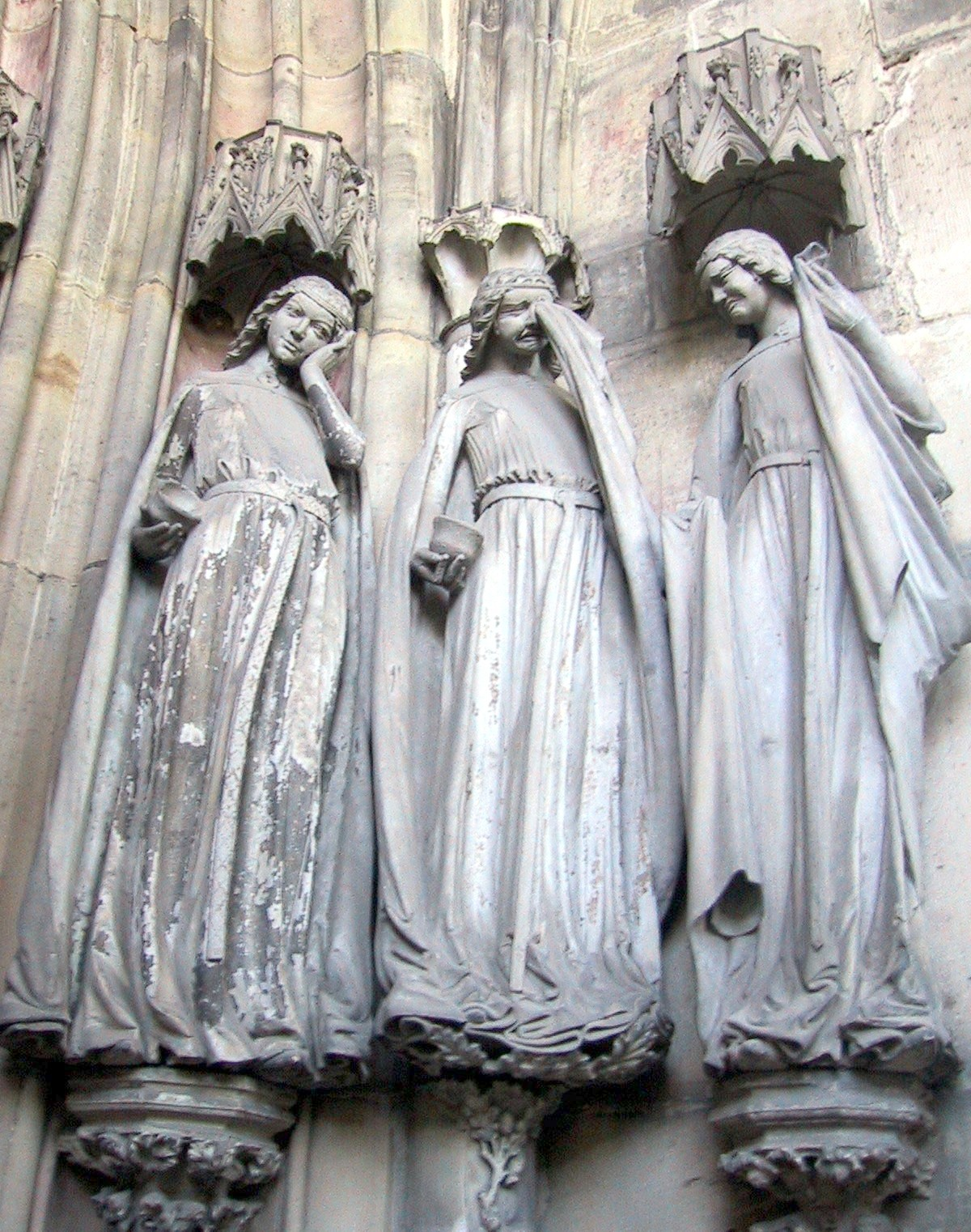
Trois des cinq vierges folles exprimant leur douleur.

Le 31 octobre 1517 Martin Luther apposa ses 95 thèses sur la porte de l'église du château de Wittenberg, en Allemagne, ce qui marqua le début la réforme protestante. Luther prêcha également à Magdebourg en 1524. Et bientôt quelques petites églises de Magdebourg passèrent au protestantisme.  L'impopularité de l'archevêque Albrecht de Brandebourg a également promu la réforme, et après sa mort en 1545 il n'eut aucun successeur. Magdebourg devint un haut lieu de la réforme protestante, et fut proscrit par l'empereur. L'Église catholique romaine mit le trésor de la cathédrale à Aschaffenbourg sous bonne garde, mais le trésor fut pris par les Suédois au cours de la Guerre de Trente Ans. Les prêtres de la cathédrale passèrent également au protestantisme, et le premier dimanche de l'Avent 1567, le premier culte protestant fut célébré dans la cathédrale. Cependant, pendant la guerre de Trente Ans (1618–1648) Magdebourg fut pillée, et seul un petit groupe de quatre mille habitants  survécut au sac de Magdebourg en cherchant refuge dans la cathédrale. Le prêtre principal, Reinhard Bakes, pria agenouillé pour les vies de ses ouailles devant Tilly. La cathédrale fut épargnée par l'incendie de la ville, et consacrée de nouveau à la religion catholique. Cependant quand l'armée catholique de Tilly quitta Magdebourg, la cathédrale fut complètement pillée, et les vitraux détruits. Vingt mille habitants de Magdebourg périrent pendant la guerre, et à la fin de la guerre, Magdebourg n'avait plus que quatre cents habitants. Magdebourg a été rattachée au Brandebourg, et a été transformée en grande forteresse.
En 1806, Magdebourg a été occupée par les troupes de Napoléon Bonaparte, et la cathédrale a été transformée en grenier, bergerie et écurie. En 1814, l'occupation cessa, et entre 1826 et 1834 Frédéric-Guillaume III de Prusse finança les réparations et la reconstruction de la cathédrale. Tous les vitraux furent remplacés en 1900.

### XXesiècle

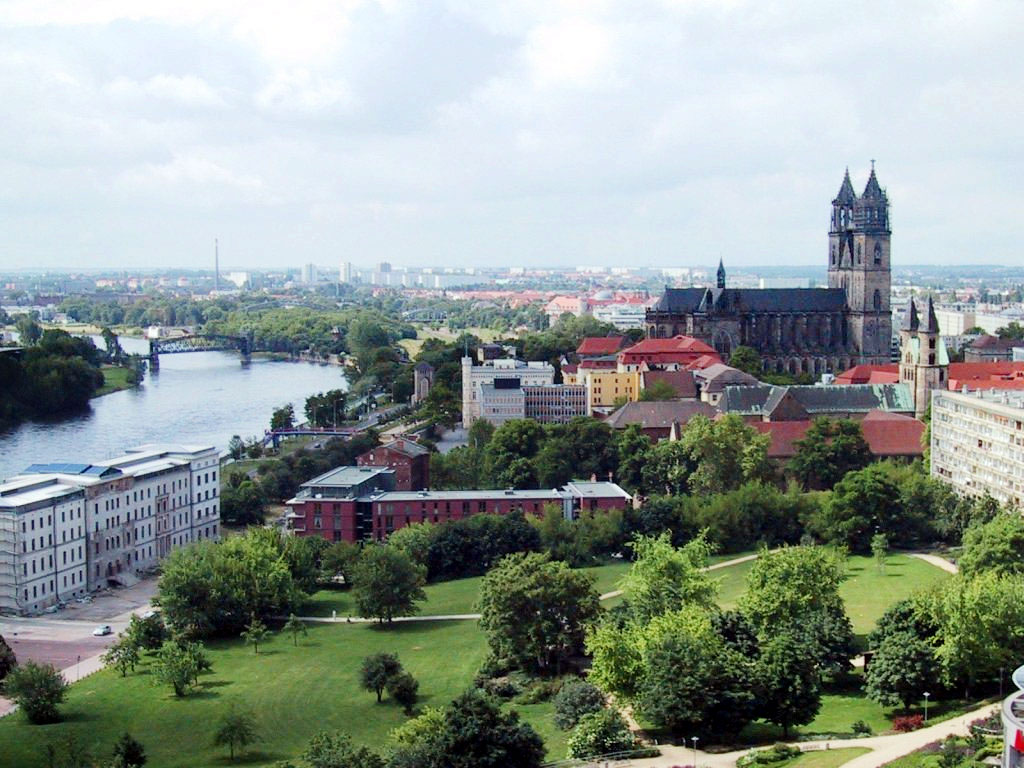
Vue de Magdeburg avec la cathédrale.

La cathédrale a passé la Première Guerre mondiale sans dommages, mais les fréquents bombardements alliés de la Seconde Guerre mondiale ont complètement détruit les vitraux de la cathédrale. Le 16 janvier 1945, Magdebourg subit le bombardement le plus important de la Seconde Guerre mondiale, avec des bombes incendiaires. Une bombe frappa le dôme du côté occidental, détruisant le mur, les orgues, et quelques autres parties du bâtiment. Heureusement, les sapeurs-pompiers purent éteindre les flammes de la charpente à temps, limitant les dommages portés à la cathédrale. La cathédrale a été rouverte en 1955, et un nouvel orgue, plus petit, a été installé à un endroit différent en 1969.
Avec l'établissement de la République démocratique allemande (RDA) en 1949, Magdebourg est sous régime communiste. Les dirigeants communistes essayèrent de supprimer la religion comme menace potentielle à la doctrine communiste, de ce fait les gens priant dans l'église étaient considérés comme nuisibles à la société. L'extirpation de la religion ne put cependant pas être accomplie totalement, et des prières hebdomadaires pour la paix se sont tenues dans la cathédrale à partir de 1983 devant le Magdeburger Ehrenmal, une sculpture d'Ernst Barlach.  Ceci a mené aux célèbres manifestations du lundi 1989 à Leipzig et Magdebourg, qui jouèrent un rôle significatif dans la réunification allemande.
La cathédrale subit actuellement une phase de reconstruction qui a commencé en 1983 sous la République démocratique allemande. En 1990, un certain nombre de cellules photovoltaïques ont été installées sur le toit, marquant la première installation de pile solaire sur une église en République démocratique allemande. Les piles solaires fournissent l'énergie utilisée par l'église, l'électricité en excédent étant écoulée vers le réseau régional. Le rendement maximum était 418 watts. En 2004, une souscription commencée en 1997 pour un nouvel orgue avait rassemblé 2 millions d'euros. Le grand orgue réalisé par le facteur Schuke près de Potsdam et inauguré en 2008 est un instrument de 36 tonnes avec 93 registres et 6 139  tuyaux.

## Architecture

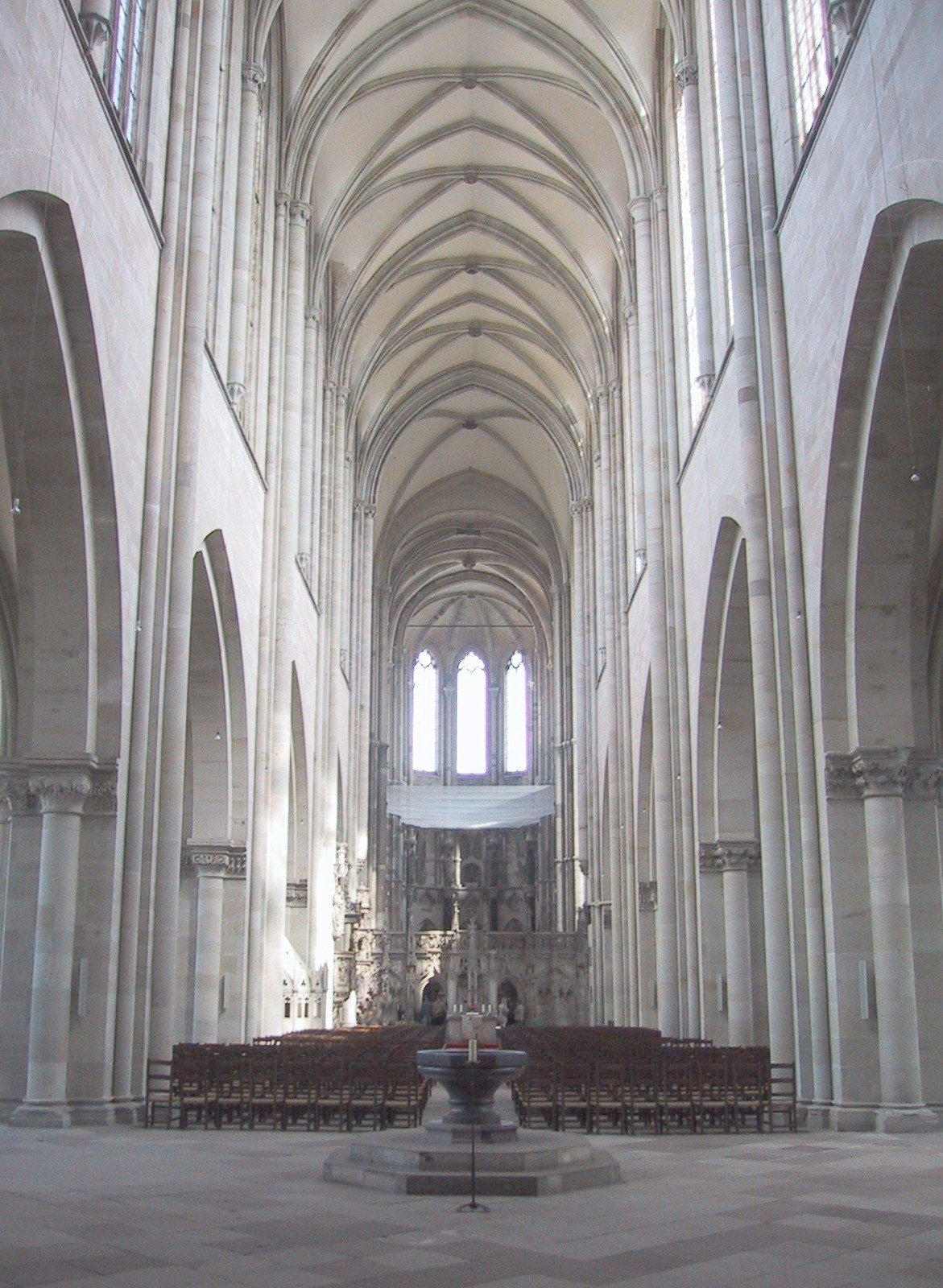
À l'intérieur de la cathédrale de Magdebourg, en regardant vers l'est.

La cathédrale actuelle a été construite en trois cents ans à partir de 1207-1209, et le couronnement des clochers a eu lieu seulement en 1520. Comme l'architecture gothique est née au XIIe siècle en France, il n'y avait pas encore d'exemples de ce style en Allemagne, et les artisans allemands y étaient donc peu familiarisés. Par conséquent ils apprirent sur le tas, et leurs progrès sont visibles par de petites évolutions au fur et à mesure de la construction, qui débuta par le chœur à l'est, le côté de l'église situé près de l'Elbe et s'est achevée avec les tours. Le chœur montre une forte persistance de l'architecture romane. Contrairement à la généralité des cathédrales gothiques françaises, celle de Magdebourg est dépourvue d'arcs-boutants.
La nef a une longueur de 120 mètres, et une hauteur sous voûte de 32 mètres. Les tours atteignent 99,25 et 100,98 mètres, ce qui en fait les plus hautes qui existaient sur le territoire de l'ex-RDA. La cathédrale se compose d'une nef et de deux nefs secondaires, et d'un transept croisant la nef et les bas-côtés. Chaque croisillon a une entrée, l'entrée sud menant au cloître. La voûte de la nef est plus haute que celle des bas-côtés, pour que les grandes baies donnent plus de lumière à la nef. L'entrée ouest possède un narthex séparé.
Le chœur liturgique est séparé de la nef par un jubé. À l'extrémité du chœur se trouvent le maître-autel et l'abside. Le tout est doublé d'un déambulatoire aux chapelles rayonnantes à deux niveaux.
Un grand cloître non-rectangulaire est appuyé au côté sud de la cathédrale. Le cloître, dont le mur du sud a résisté au feu de 1207, date de l'église originelle. Cependant, l'église actuelle a été construite avec une orientation différente, et par conséquent le cloître fait un angle avec l'église.
Contrairement à une idée très répandue, il semble que la cathédrale ne soit pas construite sur le banc rocheux connu sous le nom de Domfelsen (ou encore Hungerfelsen) que l'on peut voir aux abords de la cathédrale quand le niveau de l'Elbe est bas. Les dernières analyses que la Direction générale de la géologie et des mines du Land de Saxe-Anhalt a effectuées à partir du sous-sol de la cathédrale, dans la foulée des fouilles archéologiques entreprises sur son site, n'ont pas pu prouver qu'elle reposait sur du Rotliegend, ce grès rouge du Permien (fin du primaire ou Paléozoïque). Au contraire, jusqu'à plus de dix mètres de profondeur sous la surface, c'est du sable vert du tertiaire ou Cénozoïque qu'on y a rencontré.  À l'état sec, ce sable constitue un excellent sol de fondation, et on peut donc en déduire selon toutes les informations disponibles par ailleurs que la cathédrale de Magdebourg ne repose pas directement sur le roc du Domfelsen.
Quoi qu'il en soit, la tour sud de la cathédrale est seulement une coquille vide sans aménagements intérieurs ni escaliers, de façon à réduire son poids, et toutes les lourdes cloches sont dans la tour nord. Cependant, la tour sud est légèrement plus haute que la tour nord, ce qui est corrigé par l'ajout d'une croix ornementale sur la tour nord.

## Art

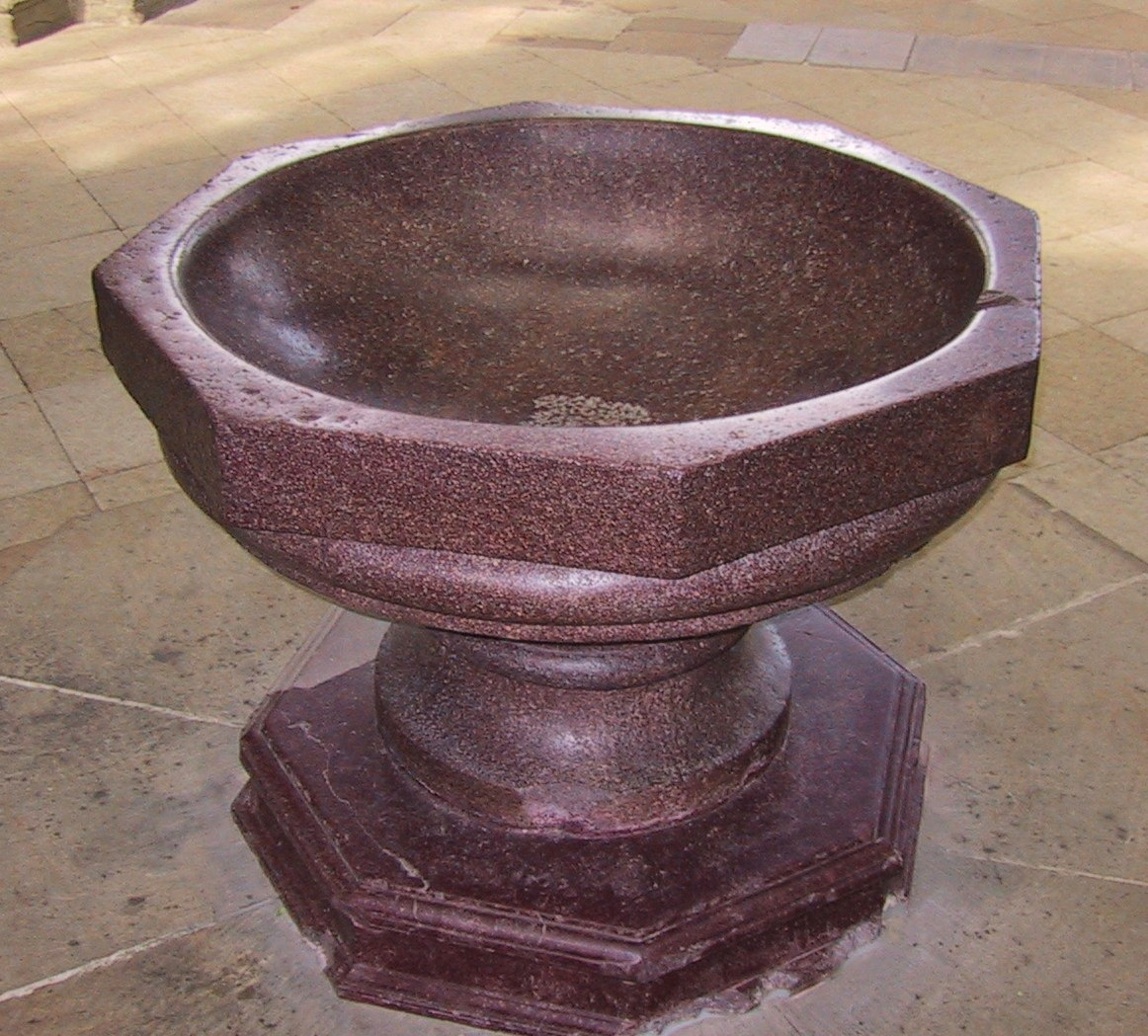
Fonts baptismaux de porphyre rose.

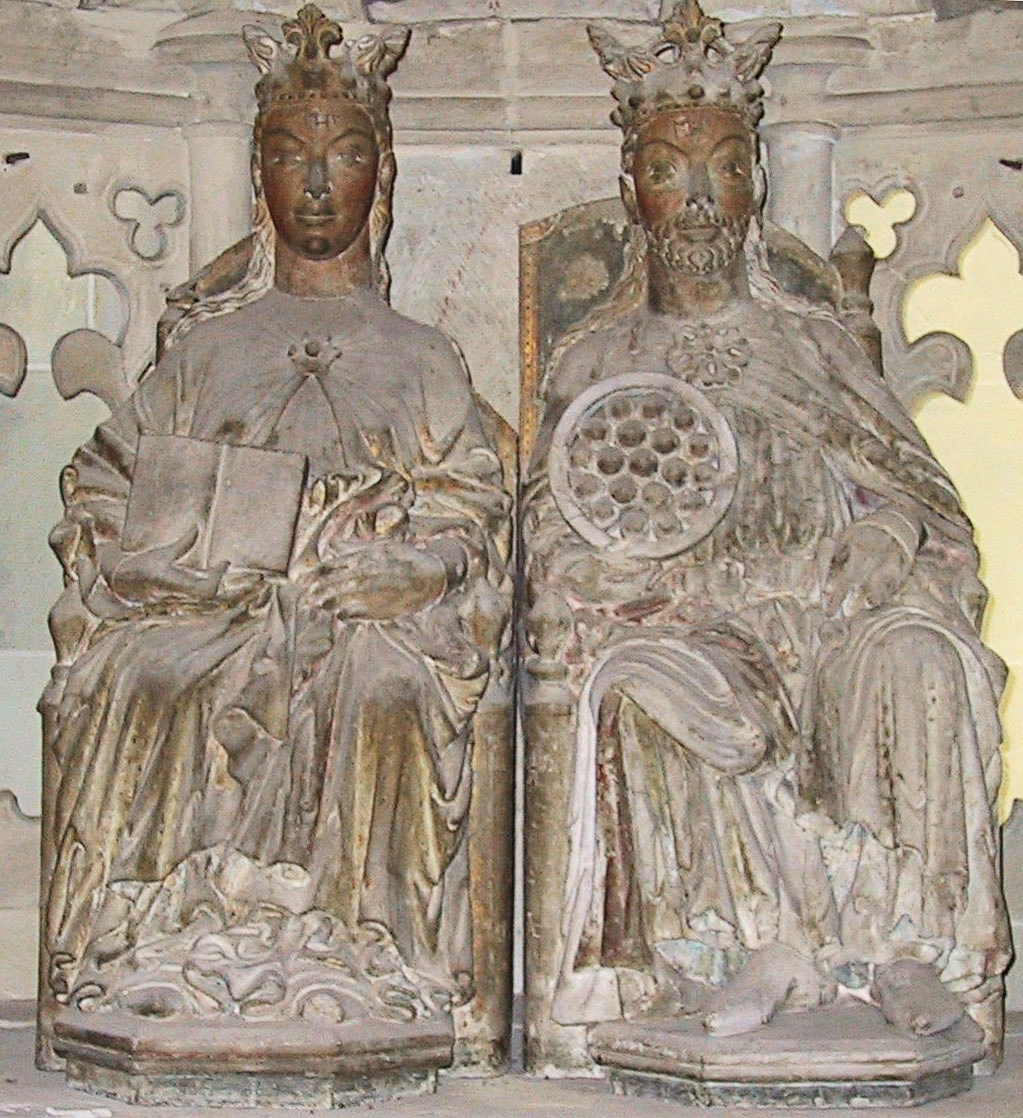
Le couple royal.

En dépit des pillages, la cathédrale de Magdebourg est riche en œuvres d'art, de l'antiquité jusqu’à l'art moderne. La liste suivante n'est pas complète : elle donne un aperçu sommaire des éléments les plus significatifs, approximativement classés en fonction de leur date de création.  
- Antiquité : certains piliers de marbre, de porphyre, et granite employés dans l'abside, proviennent de Ravenne, qui fut un temps élevée au rang de capitale de l'Empire romain d'Occident. Ils ont été transportés à Magdebourg pour la construction de la première église ottonienne en 937.
- Les fonts baptismaux de porphyre rose provenant d'un site près d'Assouan (Égypte). À l'origine conçu comme fontaine, avec un trou au centre, cet élément peut être vieux de plusieurs milliers d'années. Il est toujours employé de nos jours pour les baptêmes.
- Le tombeau de l'empereur romain germanique Otton Ier du Saint-Empire date de 973. Pendant une exhumation en 1844 on a constaté que la tombe contenait un squelette et quelques restes de vêtements, mais que tous les objets précieux avaient été pillés, probablement pendant la guerre de Trente Ans.
- La statue de saint Maurice, réalisée aux environs de 1250, est la première représentation réaliste d'un Africain dans l'art de l'Europe centrale : elle montre clairement les caractères ethniques, comme le nez épaté. La statue a été mutilée.
- La statue de sainte Catherine a été créée à la même époque et par le même artiste.
- Le couple royal (Herrscherpaar) dans la chapelle (aussi autour 1250) possède une expression très réaliste.  L'identité du couple est inconnue, mais peut être l'empereur Othon Ier et son épouse Editha, ou Jésus au ciel avec son épouse la sainte Église.
- Les sculptures des cinq vierges sages et des cinq vierges folles (parabole des dix vierges), aussi autour 1250.  C'est le morceau d'art le plus remarquable dans la cathédrale.  Les cinq vierges sages sont prêtes et apportent l'huile à un mariage, tandis que les cinq vierges folles ne sont pas prêtes et n'ont plus d'huile. L'artiste inconnu exprime magistralement les émotions par le visage et le corps des vierges, montrant une expression beaucoup plus réaliste que ce qui était commun dans l'art de l'époque.  Toutes les figures sont différentes, avec des traits slaves.  Elles sont situées en dehors de l'entrée nord au transept.
- Les stalles du chœur de 1363 sont magistralement découpées et illustrent la vie de Jésus. Le maître inconnu a également créé les stalles du chœur de la cathédrale Brême.
- Les allégories d'Ecclesia et Synagoga.
- Le monument aux morts Magdeburger Ehrenmal d'Ernst Barlach commémore les morts de la Grande Guerre. Le sculpteur, devenu pacifiste à cause de la Première Guerre mondiale, a choisi de montrer la douleur et la souffrance causées par la guerre au lieu de glorifier les morts et la Nation comme ses commanditaires l'avaient souhaité. Son interprétation a été vivement critiquée, et les nationaux-socialistes ont démonté l'œuvre. À la fin des années 1980, le parvis devant la sculpture fut le point de départ des manifestations du lundi.
- Le Lebensbaumkruzifix (littéralement : « le crucifix en arbre de la vie ») est une sculpture en bronze peint de 1986 et complété en 1988, montrant Jésus cloué à un arbre au lieu d'une croix.  Jésus est attaché à l'arbre seulement par ses mains et ses pieds.  La sculpture a été conçue non seulement pour être regardée de l'avant mais de tous les côtés.  L'arbre est stérile excepté une petite pousse à l'endroit où le sang de Jésus s'égoutte sur l'arbre.  L'artiste, le professeur Jürgen Weber, a souhaité que la sculpture soit la pièce maîtresse de l'autel, mais la sculpture a été placée  du côté du sud du transept, contrairement à ses intentions.

## Informations touristiques

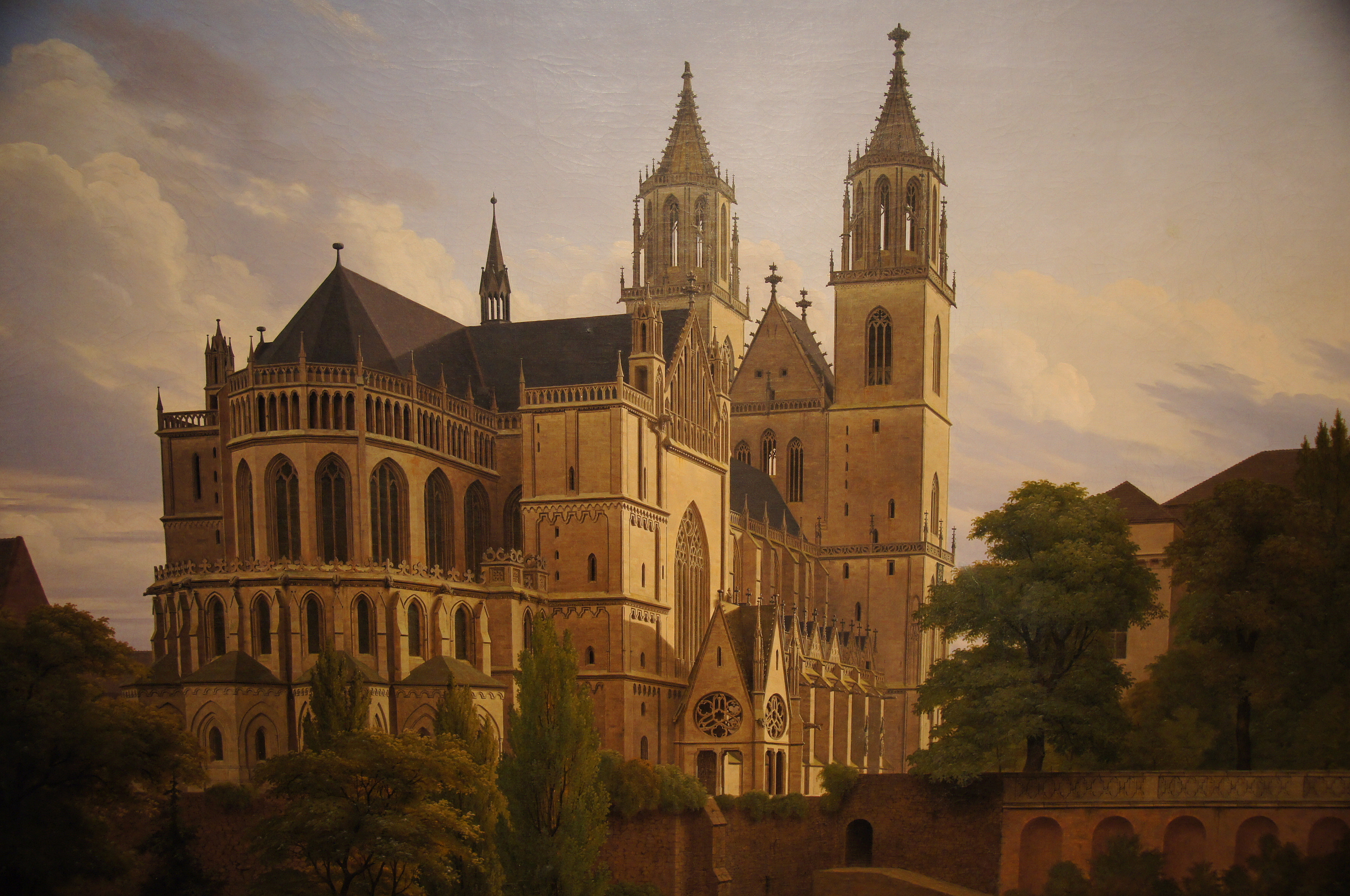
La cathédrale de Magdebourg par Carl Hasenpflug (1828), Kulturhistorisches Museum de Magdebourg.

| Jours        | Heures d'ouvertures             | Visites guidées                |
| Lundi–samedi | de 10:00 à 16:00 (18:00 en été) | 10:00 et 14:00 (sauf le lundi) |
| Dimanche     | de 11:30 à 16:00 (18:00 en été) | 11:30 et 14:00                 |